# Gabriel Álvez
Jorge Gabriel Álvez Fernández (ur. 26 grudnia 1974 w Montevideo) – urugwajski piłkarz występujący na pozycji napastnika.

## Kariera klubowa
Álvez karierę rozpoczynał w sezonie 1992 w Defensorze Sporting. Występował tam do sezonu 1995. Następnie grał w argentyńskim Independiente. W 1998 roku wrócił do Urugwaju, gdzie został graczem klubu Club Nacional de Football. W sezonie 1998 zdobył z nim mistrzostwo Urugwaju, a w sezonie 1999 został królem strzelców Primera División.
W 2000 roku Álvez przeszedł do greckiego Olympiakosu. W 2001 roku, a także w 2002 roku wywalczył z nim mistrzostwo Grecji. W 2003 roku wrócił do Club Nacional de Football. Jednak jeszcze w tym samym roku przeszedł do meksykańskiej Pachuki. W 2004 roku zdobył z nią mistrzostwo Meksyku, a po tym sukcesie odszedł do Monarcas Morelia. W 2005 roku ponownie przeszedł do ekipy Club Nacional de Football, z którą w tym samym roku wygrał mistrzostwo Urugwaju.
W 2006 roku Álvez przeniósł się do Bella Visty. W kolejnych latach grał też w kolumbijskich drużynach Atlético Junior i Real Cartagena, a także w Urugwaju w zespołach Bella Vista, Fénix, Central Español, El Tanque Sisley oraz Rampla Juniors. W 2012 roku zakończył karierę.

## Kariera reprezentacyjna
W reprezentacji Urugwaju Álvez zadebiutował w 1999 roku. W tym samym roku został powołany do kadry na Copa América. Na tym turnieju zagrał we wszystkich meczach swojej drużyny; z Kolumbią (0:1), Ekwadorem (2:1), Argentyną (0:2), Paragwajem (1:1, 5:3 w rzutach karnych), Chile (1:1, 5:3 w rzutach karnych) oraz w finale z Brazylią (0:3).
W latach 1999–2000 w drużynie narodowej Álvez rozegrał 8 spotkań i zdobył 1 bramkę.